# Семисал Роман Володимирович
Роман Володимирович Семисал (нар. 24 серпня 1976, Верхньодніпровськ, Дніпропетровська область) — український актор та режисер театру, актор кіно та дубляжу, поет.

## Життєпис
Народився 24 серпня 1976 року у місті Верхньодніпровськ Дніпропетровської області.
Закінчив Київський національний університет театру, кіно і телебачення імені Івана Карпенка-Карого.
З 1993—2009 роках працював у Театрі російської драми імені Лесі Українки у Києві. Найвідомішою виставою за його участі в цьому театрі стала камерна вистава «Іду за край», режисера Ольги Гаврилюк, про долю українського поета і дисидента Василя Стуса. Це була перша вистава з використанням української мови в цьому театрі. У цій виставі Семисал зіграв головну роль, крім того був співавтором сценічної композиції. Прем'єра відбулася 2006 року, вистава отримала змішані відгуки, як позитивні так і негативні. Колишній дисидент Василь Овсієнко назвав її «театральною карикатурою на Стуса», через невідповідність образу Стуса, виведеного у виставі, образу реального Стуса, а також неправильний показ порядків, що побутували в радянських в'язничних закладах. При цьому Овсієнко визнав низку достоїнств вистави з точки зору театрального мистецтва.
Роман Семисал записав аудіокнигу роман «Мальва Ланда» Юрія Винничука.
Від квітня 2009 року у Молодому театрі він грав у виставі «Стусове коло», що являє собою музично-літературне дійство режисера Сергія Проскурні, за участі сестер Тельнюк. До того, у 2008 році, виставу було показано у Донецьку, Маріуполі, Слов'янську, Горлівці й Луганську.
У 2014 році Роман Семисал став режисером та виконавцем головної ролі у виставі «Рядовий Шевченко», в Молодому театрі, приуроченої до святкування 200-літнього ювілею Тараса Шевченка. Того ж року, газетою «Дзеркало тижня» Романа Семисала включено до списку «Обличчя культурного року». А влітку 2014 року добровольцем вирушив на фронт російсько-української війни.

### Особисте життя
Дружина — Світлана Шекера (нар. 1977), акторка театру та кіно, акторка та режисерка дубляжу.

## Театральні ролі
- «Молоді літа короля Людовіка XI» (1993)
- «Любов студента» (1996)
- «Ігри на задньому дворі» (1997)
- «Вогонь бажань» (1999)
- «Ревізор» (1999)
- «Маскарадні забави» (2000)
- «І все це було… і все це буде…» (2001)
- «Неймовірний бал» (2001)
- «Хто вбив Емілі Галотті?..» (2002)
- «Сон в літню ніч» (2003)
- «Іду за край» (2006) — Василь Стус
- «Вередливе кохання Дроздоборода» — Дроздобород

## Фільмографія
| Рік  |   | Українська назва       | Оригінальна назва | Роль                     |
| ---- | - | ---------------------- | ----------------- | ------------------------ |
| 2022 | ф | Снайпер. Білий ворон   |                   | Комбриг                  |
| 2021 | с | Виходьте без дзвінка-4 |                   | Богдан, головна роль     |
| 2020 | с | Виходьте без дзвінка-3 |                   | Богдан, головна роль     |
| 2019 | ф | Черкаси                |                   | Командир                 |
| 2019 | с | Виходьте без дзвінка-2 |                   | Богдан, головна роль     |
| 2019 | с | Доторкнутися до серця  | Коснувшись сердца | Гліб                     |
| 2018 | с | Виходьте без дзвінка   |                   | Богдан, головна роль     |
| 2018 | с | Віддай мою мрію        | Отдай мою мечту   | епізодична роль          |
| 2017 | ф | Кіборги                |                   | Олександр Трепак «Редут» |
| 2017 | с | Капітанша              | Капитанша         | епізодична роль          |
| 2016 | с | Пес-2                  | Пёс-2             | Юрій Буйнов              |
| 2016 | с | Вікно життя            | Подкидыши         | епізодична роль          |
| 2016 | с | Потрійний захист       | Тройная защита    | епізодична роль          |
| 2004 | с | Російські ліки         | Русское лекарство | епізодична роль          |

### Дублювання та озвучення
Сотні ролей українською та російською для студій «Так Треба Продакшн», «Le Doyen», «Постмодерн» та інших.

### Озвучення реклами
- «Blend-a-med»\"Oral-B"
- «Тижневик 2000»
- «Колекція Зіберта»
- «VBET»

## Цитати
|                           | У мене таке відчуття, що Василь Стус і його творчість - це те коло, яке завжди присутнє, паралельно співіснує з тобою. Ти постійно до нього входиш, бо воно вабить тебе своєю таємницею, яку не можна розгадати впродовж років поглибленого читання його поезії. Ця поезія бездонна й неосяжна. Тому скільки разів повертаєшся до одних і тих же рядків, стільки разів розумієш, що ти їх ще не збагнув |
| — Роман Семисал, 2009 рік | |